# Rubus leiningeri
Rubus leiningeri är en rosväxtart som beskrevs av W.Lang. Rubus leiningeri ingår i släktet rubusar, och familjen rosväxter. Inga underarter finns listade i Catalogue of Life.